# 4. Rundfunk-Urteil
Als 4. Rundfunk-Urteil bezeichnet man in der deutschen Rechtswissenschaft das Urteil des Bundesverfassungsgerichtes vom 4. November 1986 (Fundstelle: BVerfGE 73,118-Niedersachsen.). Zusammen mit dem 3. Rundfunk-Urteil bildet das Urteil die Basis für das duale Rundfunksystem.

## Sachverhalt
Das Land Niedersachsen hatte mit seinem Landesrundfunkgesetz eine der ersten gesetzlichen Grundlagen für Privatrundfunk geschaffen. Das Bundesverfassungsgericht wurde daraufhin im Rahmen eines Normenkontrollverfahrens angerufen.

## Zusammenfassung des Urteils
Das BVerfG hielt das niedersächsische Gesetz zwar für grundsätzlich verfassungsgemäß, erklärte aber zahlreiche Bestimmungen für verfassungswidrig, weil diese die Rundfunkfreiheit nicht angemessen gewährleisteten. Es stellte fest: „In der dualen Ordnung des Rundfunks, wie sie sich gegenwärtig in der Mehrzahl der deutschen Länder auf der Grundlage der neuen Mediengesetze herausbildet, ist die unerläßliche ‚Grundversorgung‘ Sache der öffentlich-rechtlichen Anstalten“, die deshalb höheren Anforderungen genügen müssen als Privatsender. Dieser Grundversorgungsauftrag umfasst drei Elemente: die allgemeine, flächendeckende Empfangbarkeit der öffentlich-rechtlichen Programme, die Gewährleistung eines inhaltlichen Standards der Programme und die Sicherung der Meinungsvielfalt (hier Binnenpluralismus).
Aufgrund der Werbefinanzierung besteht beim Privatrundfunk die Gefahr, dass populären, massenattraktiven Programmen ein großer Teil der Sendezeit gewidmet wird. Deshalb kann der Privatfunk allein die öffentliche Kommunikationsaufgabe, die sich aus der Rundfunkfreiheit ergibt, (nach h. M. bzw. unter den derzeitigen ökonomischen und frequenztechnischen Umständen) nicht erfüllen.
Das BVerfG arbeitet damit die Grundlage des dualen Rundfunksystems heraus: privater Rundfunk ist auch mit einem geringeren Grundstandard an Vielfalt zulässig, solange die Grundversorgung durch den öffentlich-rechtlichen Rundfunk gesichert ist.

## Folgen des Urteils
In der Folge wurde am 1. Dezember 1987 der Erste Rundfunkstaatsvertrag geschlossen.